# Bylo to v máji
Bylo to v máji je česká filmová komedie z roku 1950.

## Základní údaje

### Námět
- Josef Neuberg
- František Vlček

### Scénář
- Josef Neuberg
- František Vlček

### Kamera
- Rudolf Milič

### Hudba
- Eman Fiala
- Jiří Julius Fiala

### Režie
- Martin Frič

### Místa
- Praha - Nové Město - Václavské náměstí
- Praha - Podbaba

## Obsazení
| Jaroslav Marvan             | topenář Jan Šebesta                           |
| Ella Nollová                | Růžena, Šebestova žena                        |
| Jana Dítětová               | prodavačka Lída, dcera Šebestových            |
| Miloš Vavruška              | úderník Josef Brejcha                         |
| Ota Motyčka                 | obuvník Václav Hrabě                          |
| Milada Smolíková            | Eliška, Hrabětova žena                        |
| Milan Balašov               | učeň Jirka, syn Šebestových                   |
| Milada Kemlinková           | Věrka, dcera Šebestových                      |
| Bohuš Hradil                | inženýr Votruba                               |
| Theodor Pištěk              | mistr z Elektry Burger                        |
| Mirko Čech                  | Šimek, Brejchův přítel ze Spojených strojíren |
| Antonín Holzinger           | svářeč Doubek z Technotopu                    |
| Eman Fiala                  | dělník Koula ze Spojených strojíren           |
| Rudolf Lampa                | ředitel Skála                                 |
| Karel Houska                | frézař-úderník Štorkán                        |
| Josef Chvalina              | svářeč Franta Kadlec                          |
| Fanda Mrázek                | prodavač Jindřich Baďura                      |
| Ladislav Kulhánek           | vedoucí prodejny Válek                        |
| Zdenka Procházková          | prodavačka Marie Nováková                     |
| Anna Kadeřábková            | prodavačka Jana Libichová                     |
| Radim Nikodém               | učeň zvaný Bonbon                             |
| Jindra Hermanová            | zákaznice v obchodě                           |
| Alois Dvorský               | starý muž v průvodu                           |
| Vladimír Klemens            | klempíř                                       |
| František Miroslav Doubrava | dělník Soukup                                 |
| Ferdinand Jarkovský         | vrátný Technotopu                             |
| Dagmar Hyková               | dcera Hrabětových                             |
| Hynek Němec                 | dělník Jedlička                               |
| Jaroslav Heyduk             | prodavač Gustav Režný                         |
| Josef Najman                | dělník Novotný                                |
| Vladimír Dvorský            |                                               |
| Stanislav Lužický           |                                               |

## Ocenění
- za režii 1951 Státní cena - II. stupně
- za scénář 1951 Státní cena - II. stupně
- za scénář 1951 Státní cena - II. stupně
- za herecký výkon 1951 Státní cena - II. stupně